# Саут-Актон (станція)
51°29′58″ пн. ш. 0°16′15″ зх. д. / 51.4994° пн. ш. 0.2707° зх. д.
Саут-Актон (англ. South Acton) — станція Північно-Лондонської лінії, London Overground, National Rail. Розташована у 3-й тарифній зоні, боро Ілінг, Великий Лондон, між станціями Ганнерсбері та Актон-Сентрал. Пасажирообіг на 2019 — 0.876 млн. осіб
Конструкція станції — наземна відкрита з однією острівною платформою на дузі.

## Історія
- 1 січня 1880: відкриття станції North and South Junction Railway, на лінії Брод-стріт - Ричмонд
- 15 травня 1899: відкриття вантажного трафіку
- 13 червня 1905: відкриття пасажирського трафіку[3]
- 2 березня 1959: припинення трафіку лінії Дистрикт

## Послуги
| Попередня станція | Лінія | Лінія                                       | Лінія | Наступна станція |
| ----------------- | ----- | ------------------------------------------- | ----- | ---------------- |
| Ганнерсбері       |       | London Overground Північно-Лондонська лінія |       | Актон-Сентрал    |